# Mabuya
Mabuya es un género de saurópsidos escamosos de la familia Scincidae. Sus especies se distribuyen por las Antillas.

## Especies
Según The Reptile Database:
- Mabuya cochonae Hedges & Conn, 2012
- Mabuya desiradae Hedges & Conn, 2012
- Mabuya dominicana Garman, 1887
- Mabuya grandisterrae Hedges & Conn, 2012
- Mabuya guadeloupae Hedges & Conn, 2012
- Mabuya hispaniolae Hedges & Conn, 2012
- Mabuya mabouya (Bonnaterre, 1789)
- Mabuya montserratae Hedges & Conn, 2012